# Giovanni Battista Ceruti
Giovanni Battista Ceruti (* 1756 in Sesto; † 1817 in Cremona) war ein italienischer Lauten- und Geigenbauer. Ohne direkten Bezug zur großen Geigenbau-Tradition des 17. und 18. Jahrhunderts um Antonio Stradivari und Andrea Guarneri zu haben, wiederbelebte Giovanni Battista Ceruti zusammen mit Lorenzo Storioni diese Geigenbautradition in Cremona.

## Leben und Werk
Giovanni Battista Ceruti wurde 1756 in Sesto bei Cremona geboren. 1786 siedelte er nach Cremona um und arbeitete dort im Textilhandel. Ungefähr zehn Jahre später trat er vierzigjährig dort dem Geigenbau bei, nachdem er die auch im Textilhandel tätigen Bergonzi Brüder Carlo und Nicola kennengelernt hatte, die sich hobbymäßig mit Geigenbau beschäftigten. Ceruti wurde in Cremona Schüler bei Lorenzo Storioni. Storioni verließ 1802 Cremona und Ceruti übernahm seine Werkstatt. Nach Storionis Weggang fertigte Ceruti eine bedeutende Anzahl von Geigen aus gewöhnlichem Material aber in hochwertigster Präzision und Handwerkskunst.
Neben Storioni stehen Ceruti und seine Nachfolger für die Wiederbelebung des cremonesischen Geigenbaus, die diesen über drei Generationen hinweg mit dominierten. Giovanni Battista Ceruti starb 1817 wahrscheinlich an Typhusepidemie, die in diesem Jahr in Cremona wütete. Sein Sohn Giuseppe Antonio Ceruti und sein Enkel Enrico Ceruti setzten die Geigenbauertradition der Familie in Cremona fort.